# Alphons Franssen Herderschee
Alphons Franssen Herderschee (Bandjermasin, 4 september 1872 – Nice, 15 augustus 1932) was een Nederlandse officier van het Koninklijk Nederlandsch-Indisch Leger (KNIL) die in het begin van de twintigste eeuw de leider was van meerdere exploratietochten en wetenschappelijke expedities in Suriname en Nederlands-Nieuw-Guinea.

## Biografie
Franssen Herderschee ging in 1892 in dienst van het KNIL en onderscheidde zich meteen in veldslagen die het gevolg waren van de koloniale expansie van Nederland in Nederlands-Indië. Al in 1895, hij was toen nog tweede luitenant, werd hem de Militaire Willems-Orde uitgereikt voor betoonde dapperheid (Koninklijk Besluit van 9 april 1895 nummer 32, voor zijn verrichtingen tijdens de Lombok-Expeditie). Later werd hij officier bij de Topografische Dienst van het leger en was hij actief in Suriname. Voor zijn leiderschap van de Gonini-expeditie in 1903 en de Tapanahony-expeditie in 1904 werd hij wederom gedecoreerd.

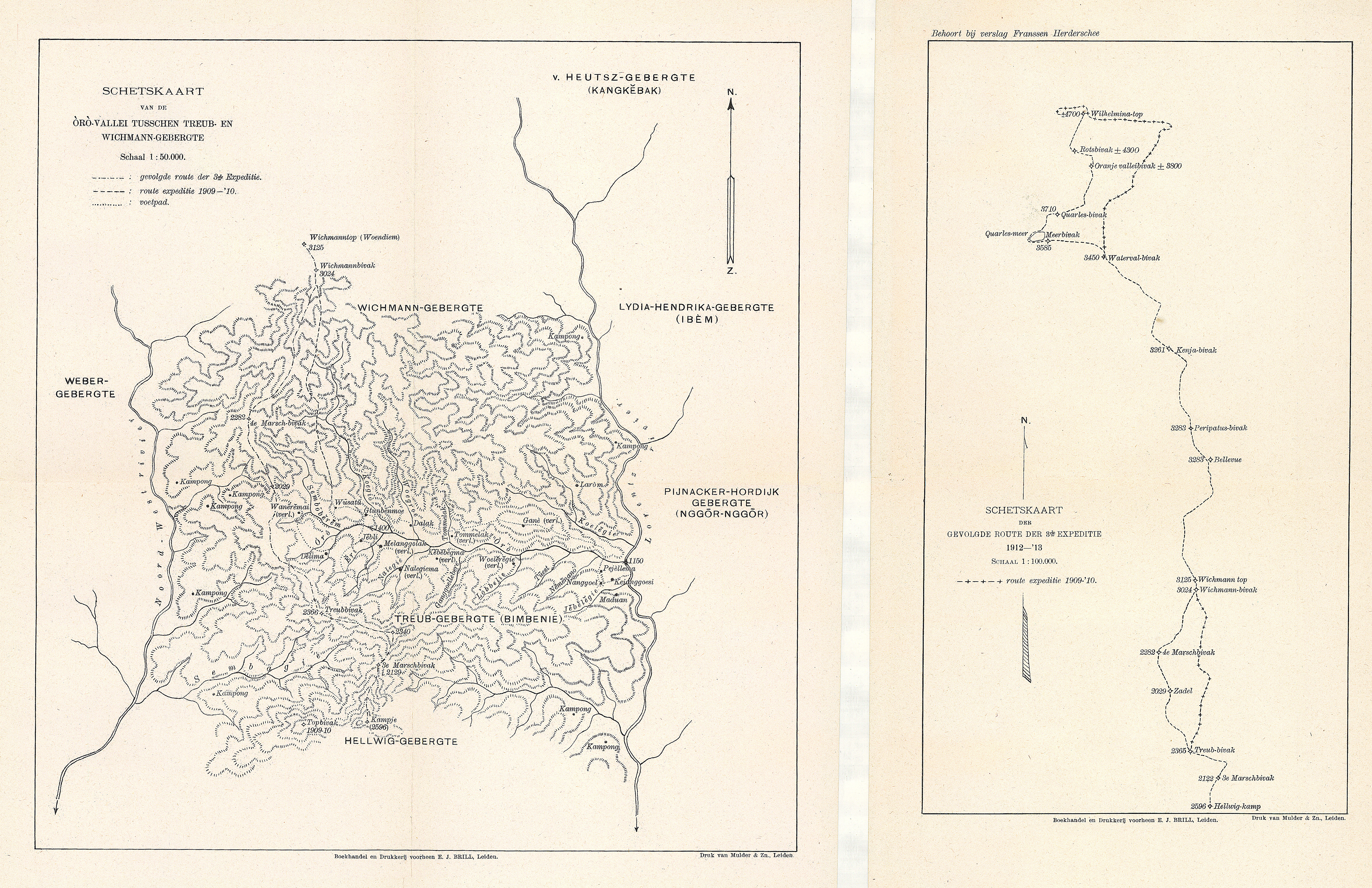
Schetskaart van de Derde Zuid Nieuw-Guinea Expeditie, horend bij het verslag van Franssen Herderschee.

Zijn werkterrein werd verlegd naar Nederlands-Nieuw-Guinea, waar hij een lid was van de militaire exploratiedetachementen die tussen 1907 en 1915 delen van het nog grotendeels onbekende eiland verkenden. Weer was hij de leider van twee expedities: van een die zonder succes het Centrale Bergland van Nieuw-Guinea trachtte te bereiken via de Mamberamo, een grote rivier die in het binnenland ontspringt en uitmondt aan de noordkust, en in 1912 van de zogenaamde Derde Zuid Nieuw-Guinea Expeditie (1912-1913) die zich vanuit de zuidkust een weg baande naar het binnenland en wel het beoogde doel bereikte.
Franssen Herderschee is de grote onbekende in de exploratiegeschiedenis van Nederlands-Nieuw-Guinea. Hij heeft over zijn wederwaardigheden en bevindingen slechts een klein artikel geschreven. De expeditie van 1912-1913 werd niet door hem beschreven, maar door Prof. A.A. Pulle, een bioloog die aan de tocht deelnam, in zijn op een breed lezerspubliek gerichte boek Naar het sneeuwgebergte van Nieuw-Guinea (Amsterdam, 1914). Alleen over de met sneeuw bedekte Wilhelminatop publiceerde hij een klein artikel.
De militair Franssen Herderschee trok zich in 1920 terug uit het leger; hij was toen luitenant-kolonel. Hij stierf op 60-jarige leeftijd in Frankrijk. De Franssen Herderscheepiek in het Eilerts de Haangebergte werd naar hem genoemd.

## Publicaties
- 'Verslag van de Gonini-Expeditie', in: Tijdschrift van het Koninklijk Aardrijkskundig Genootschap 1905, uitgegeven door E.J. Brill, Leiden 1905.
- 'Verslag van de Tapanahony-Expeditie', in: Tijdschrift van het Koninklijk Aardrijkskundig Genootschap 1905, uitgegeven door E.J. Brill, Leiden 1905.
- 'De Wilhelmina-sneeuwtop in Nieuw-Guinea', in: Tijdschrift van het Koninklijk Aardrijkskundig Genootschap vol. XXX, 1913.